# 罗班松站
罗班松站（法語：Gare de Robinson），是法国的一个铁路车站，属于大区快铁B线B2支线。开通于1893年，位于上塞纳省索城。属于第三收费区（法語：Zone 3），本站亦服务于沙特奈马拉布里和勒普莱西罗班松。